# Fritz Strobentz

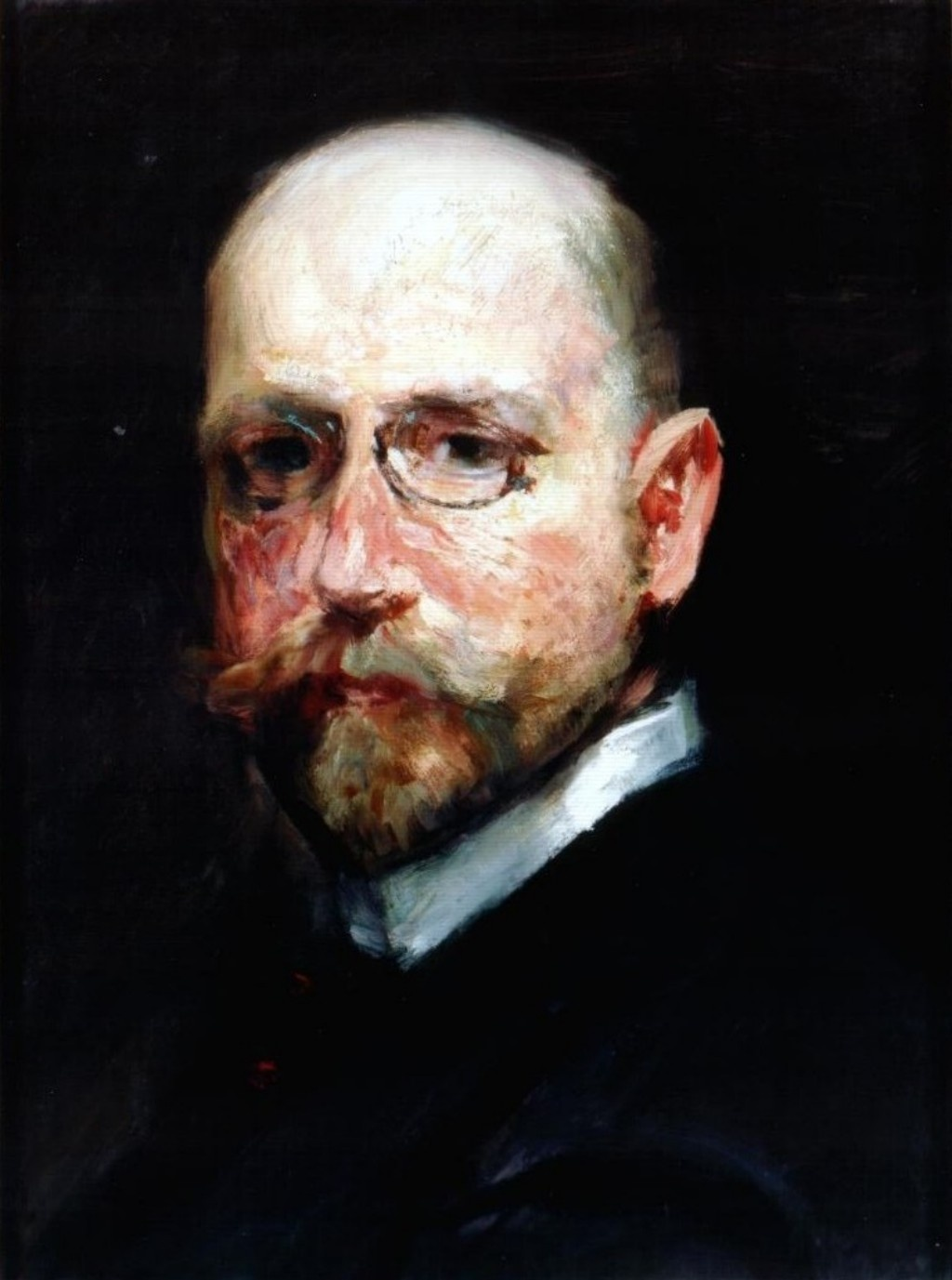
Selbstporträt

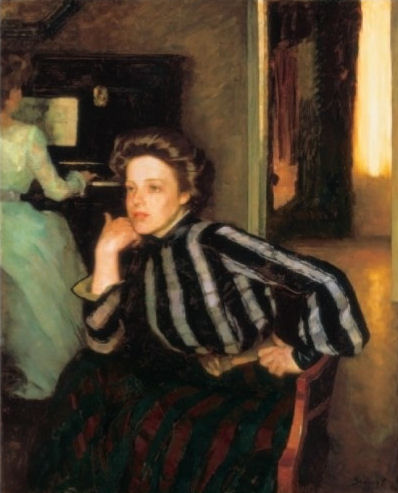
Adagio

Fritz Strobentz, ungarisch Frigyes Strobentz (* 25. Juli 1856 in Budapest; † 5. Juni 1929 in München), war ein aus Ungarn stammender, in München tätiger Maler.

## Leben
Strobentz besuchte die Realschule in Pest. Von 1877 bis 1880 studierte er an der Kunstakademie Düsseldorf.  Dort waren Hugo Crola, Heinrich Lauenstein, Peter Janssen d. Ä., Eduard von Gebhardt und Julius Roeting seine Lehrer. Seit dem 20. Oktober 1880 war er bis 1882 Student der Akademie der Bildenden Künste München bei Ludwig von Löfftz. Danach ließ er sich in München nieder, dann in Dachau (Künstlerkolonie Dachau) und Ungarn. In München war er Mitglied der Luitpold-Gruppe. Anfangs war er Anhänger der traditionellen Münchener Genre- und Landschaftsmalerei. Ausgehend vom Naturalismus entwickelte er eine eigenständige impressionistische Naturauffassung. Seit den 1880er Jahren betrieb er Freilichtmalerei und gründliche Naturstudien. Studienreisen unternahm er nach Holland, Paris und Italien. 1910 verlieh ihm das Königreich Bayern den Professorentitel. 
Strobenz gehörte zu den Gründungsmitgliedern der Münchener Secession und zum Kreis um Leo Putz. Als frühes Mitglied des Deutschen Künstlerbundes stellte Frigyes Strobentz 1904 auf der ersten gemeinsamen Ausstellung des DKB mit den Münchener Sezessionisten in den Staatlichen Antikensammlungen am Königsplatz aus. 1907 zählte er zu den Gründungsmitgliedern der ungarischen Gesellschaft der Impressionisten und Naturalisten (MIÉNK).
Strobentz war mit Fritz von Uhde und Franz von Stuck befreundet.